# Satyricon (banda)
Satyricon é uma banda de black metal norueguesa formada em 1990 por Exhurtum (Carl-Michael Eide) e Wargod com o nome de Ezcema. Esses dois membros só participaram da gravação de uma demo antes de sair, deixando o comando para o vocalista Satyr, que junto com o baterista Frost, formaram a espinha dorsal da banda desde o primeiro álbum em 1994.
A banda é considerada uma das pioneiras da segunda onda do black metal norueguês, que surgiu no final da década de 1980 e com seus membros tendo trabalhado com outras bandas importantes como Darkthrone e Gorgoroth. Além disso, os dois membros do Darkthrone já participaram de álbuns do Satyricon, sendo que Nocturno Culto já foi membro da banda em 1996.
Após lançar vários álbuns na década de 1990, o estilo musical da banda mudou em 2002 com o álbum Volcano. O álbum apresenta uma sonoridade mais comercial voltada para o rock de arena e com um ritmo mais lento, e fez a banda alcançar o sucesso internacional, mas acabou recebendo fortes críticas de seus antigos fãs. Os álbuns seguintes seguiram um estilo musical semelhante ao de Volcano, com o Satyricon evoluindo para uma das mais populares bandas do black metal norueguês, bem como contribuir significativamente no aumento do número de estrangeiros interessados em aprender o idioma norueguês.

## Biografia

### Formação (1990-1991)
Em 1990 o baixista Wargod e o baterista Exhurtum (Carl-Michael Eide) formaram a banda Eczema. Pouco depois, Lemarchand e Satyr entraram para a banda como guitarrista e vocalista respectivamente. Mais tarde eles decidem mudar o nome para Satyricon, inspirados no filme homônimo de Frederico Fellini, e em 1992 lançaram a primeira demo, que posteriormente recebeu o título de All Evil.
Após a primeira demo, Wargod e Exhurtum saíram da banda. Exhurtum foi expulso por não ter um visual black metal, enquanto Wargod deixou a cena black Metal para se tornar um soldado da ONU. Satyr e Lemarchand resolveram chamar o baterista Frost como músico convidado. Com ele, a banda gravou a segunda demo, The Forest is my throne, que foi lançado em 1993. Depois das gravações, Lemarchand deixou a banda para se juntar ao Ulver, que estavam gravando a primeira demo. Assim, Satyr passou a acumular os postos de vocalista, guitarrista, baixista e tecladista, com Frost na bateria como membro fixo.

### Dark Medieval Times(1992-1993)

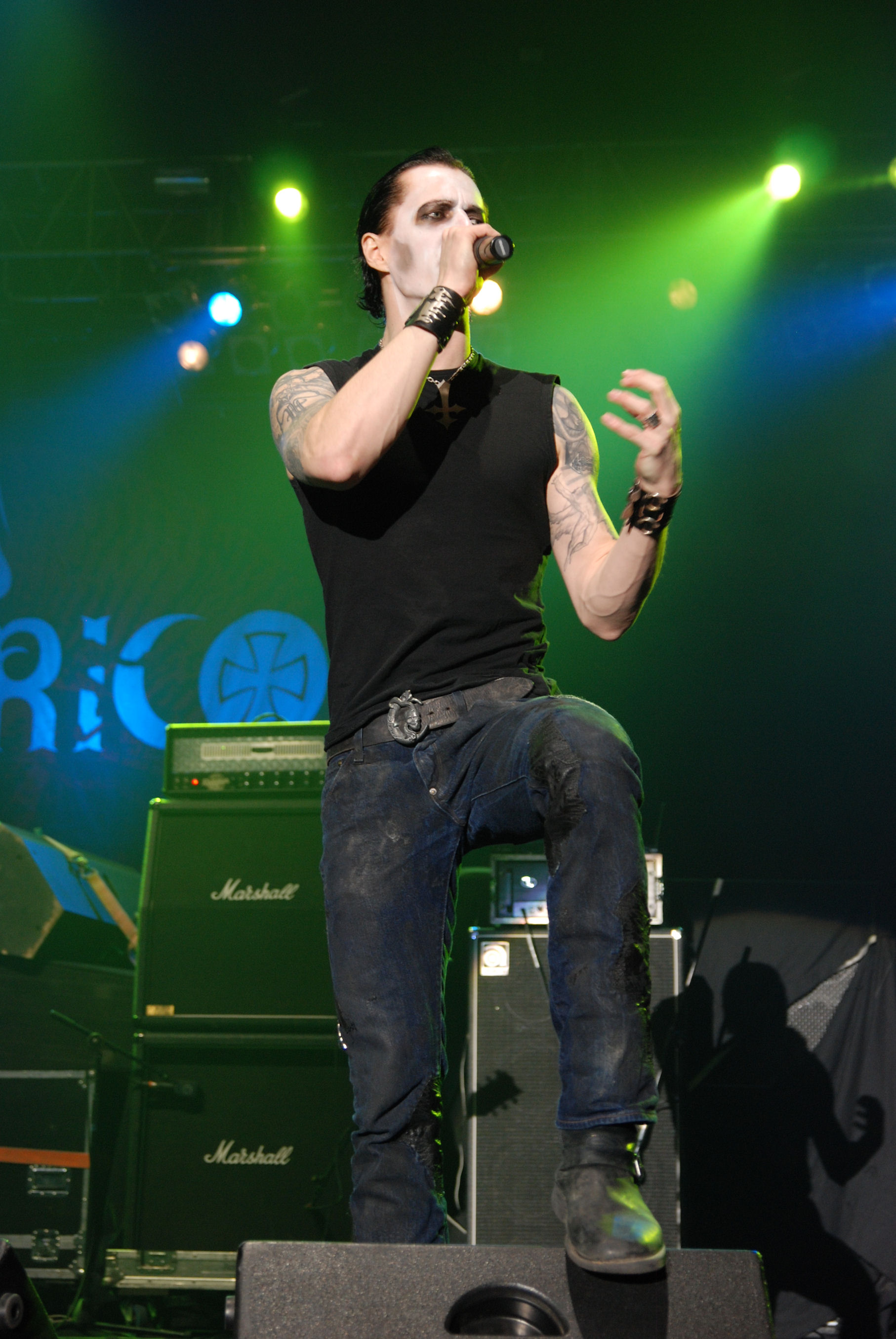
Satyr durante apresentação

Com a boa recepção das duas demos, Satyr conseguiu assinar com a gravadora No Fashion Records para a gravação do primeiro álbum da banda. Durante as gravações do debut, a No Fashion rescindiu o contrato por dificuldades econômicas e a banda se viu obrigada a financiar o álbum sozinha.
Nessa época, a banda começou a procurar gravadoras e encontraram por acaso a Tatra Productions, que se ofereceu para assinar com eles. A Tatra não era uma gravadora voltada para o black metal, e assim decidiram criar um sub-selo para lançar os álbuns do Satyricon, a Moonfog Productions. Com a Moonfog, o Satyricon  lançou em Abril de 1994 o seu primeiro álbum, Dark Medieval Times.
O álbum, que foi lançado durante o auge da cena black metal, foi muito bem recebido e é considerado um álbum essencial no Black Metal norueguês. Por ter sido financiado com recursos próprios, a produção do álbum é ruim, e isso levou a diversas críticas. Mas essa caraterística de gravação mais precária também é responsável por atrair muitos fãs do Black Metal "cru". O álbum se destaca entre os demais álbuns de black metal pelo uso de violões e flauta com a intenção de criar uma atmosfera medieval.

### The Shadowthrone(1994-1995)
A banda retornou a estúdio em Maio para gravar seu segundo álbum, que continuaria com o estilo medieval de Dark Medieval Times. Em Setembro de 1994, The Shadowthrone é lançado. Assim como seu antecessor, o álbum foi bem recebido na cena do black metal. Em The Shadowthrone se nota a presença maior dos sintetizadores. A banda contou com as participações de SS como tecladista e Samoth do Emperor como baixista.
Com o relativo sucesso de Dark Medieval Times, a banda conseguiu mais recursos financeiros para a produção do álbum, e portanto, The Shadowthrone é significativamente melhor que o antecessor. Mais tarde, em 1995, a demo The Forest is my throne, foi relançada como um split com o Enslaved, com o nome The Forest is my throne/Yggdrasil. Apesar do material ser idêntico a da demo, Lemarchand não é citado nos créditos.

### Nemesis Divina(1996-1997)

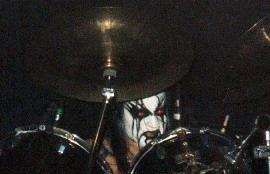
Frost em 2001

Em janeiro de 1996, a banda retornou a estúdio para gravar seu novo álbum em um período de 2 meses. O curto período de tempo das gravações se deve ao fato de que o material já havia sido escrito entre 1993 e 1995. O álbum conta com a participação do guitarrista e vocalista do Darkthrone, Nocturno Culto, que com o nome de Kvedulv, gravou os baixos. Em 22 de Abril de 1996 foi lançado Nemesis Divina.
Nemesis Divina foi o primeiro álbum comercialmente bem sucedido da banda e só em 1996 vendeu mais de 100.000 cópias. O álbum recebeu críticas muito boas, sendo considerado não só o melhor álbum da banda, mas como um dos melhores do black metal. Porém, o vocal de Satyr recebeu algumas críticas negativas.
O álbum inclui a música Mother North, eleita posteriormente como "o maior sucesso do Black metal dos anos 90". No mesmo ano, a banda gravou e lançou um videoclipe em VHS para a música, sendo uma das primeiras bandas de Black Metal a gravar um vídeo. (O Burzum lançou o VHS de Dunkelheit nesse mesmo ano)

### Rebel Extravaganza(1998-2001)
Antes de lançar seu quarto álbum de estúdio, o grupo lançou o EP Megiddo em 1997, uma coletânea em vinil com Dark Medieval Times, The Shadowthrone e Nemesis Divina em 1998 e o EP Intermezzo II em 1999. Um passo importante foi dado com a assinatura com a Nuclear Blast para um contrato mundial, com exceção da Escandinávia, onde os lançamentos são de responsabilidade da Moonfog Productions.
A banda participou de dois tributos, um para o Darkthrone com a música Kathaarian Life Code e outro para o Bathory com a música Born for Burning.
Em 1999, a banda lançou seu 4° álbum de estúdio, Rebel Extravaganza. A gravação do álbum contou com as participações de músicos como Fenriz do Darkthrone, Snorre W. Ruch do Thorns, Anders Odden do Apoptygma Berzerk e Daniel "Død" Olaisen do Blood Red Throne.
Rebel Extravaganza foi o primeiro álbum a ter reações diferentes de críticas. Musicalmente, a banda mudou um pouco o seu estilo, com elementos mais voltados para o metal industrial e algumas passagens rock and roll.
A banda realizou vários concertos nessa época, incluindo em festivais internacionais que fizeram a sua popularidade aumentar a atrair a imprensa para a banda. Rebel Extravaganza foi o primeiro álbum a entrar na lista de mais vendidos da Noruega, onde permaneceu por duas semanas e alcançou a 27 posição.
No ano seguinte a banda realizou uma grande turnê pela Europa e América do Norte. Em Abril e Maio, dividiram o palco com o Pantera, se tornando a primeira banda de black metal a excursionar com uma banda que havia ganho discos de platina. A escolha do Satyricon como banda de abertura se deu mais pelo fato de Phil Anselmo ser grande fã do black metal norueguês do que por uma proximidade musical entre as bandas. Em 2001 a banda lançou Roadkill Extravaganza, com cenas da turnê e material extra.
Ainda em 2001 a banda recebeu um prêmio na primeira cerimônia do Alarmprisen como a melhor banda ao vivo.
No ano seguinte, a banda lançou uma compilação, Ten Horns, Ten Diadems. O álbum contém músicas dos primeiros quatro álbuns de estúdio, com algumas remasterizações para compensar a baixa qualidade das produções. O lançamento da compilação foi seguido por uma turnê e por vários shows em festivais.

### Volcano(2002-2005)

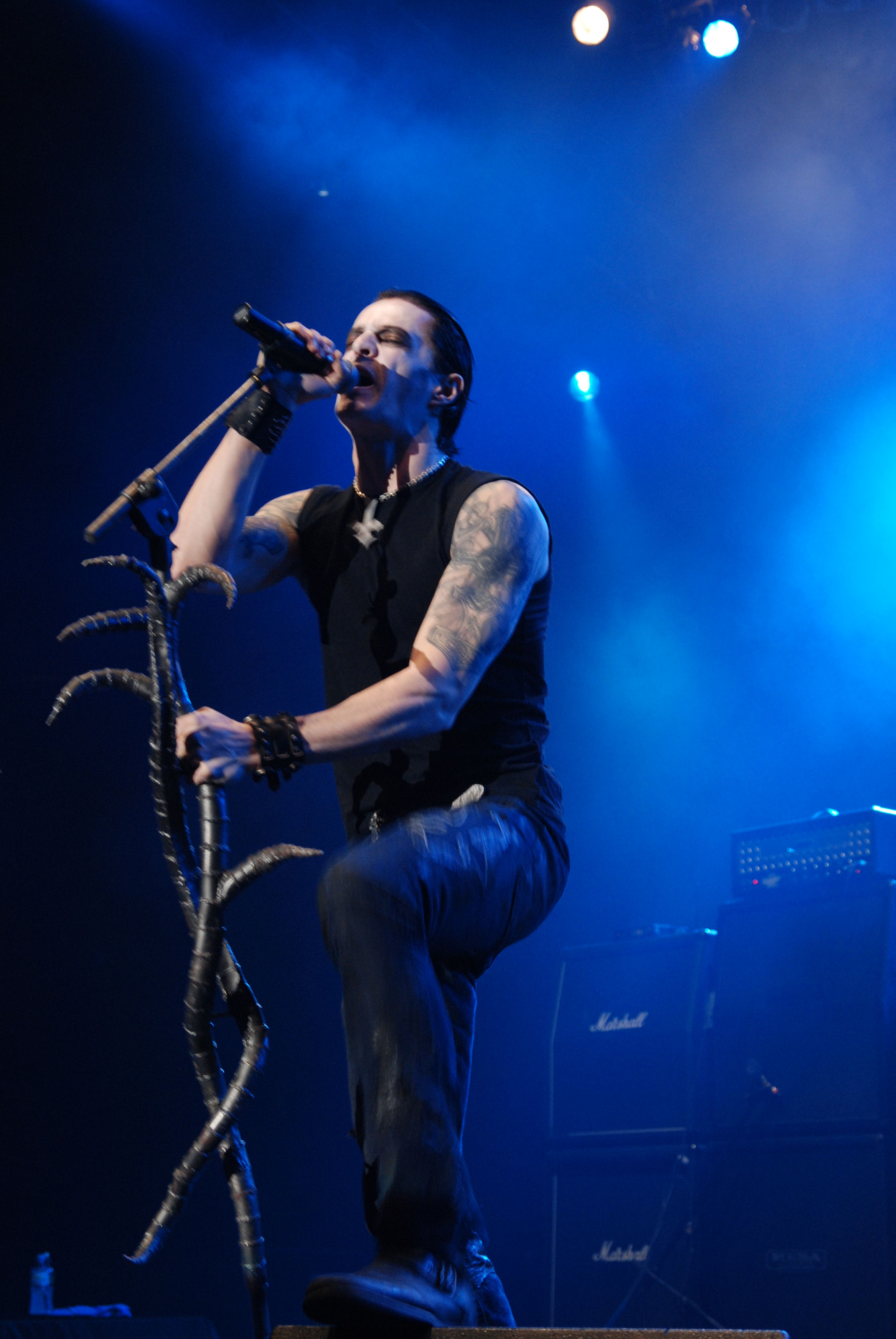
Satyr em show com a banda

Em outubro de 2002 a banda lançou seu 5° álbum de estúdio, Volcano. Musicalmente, o álbum é mais diferente dos trabalhos anteriores, com um estilo mais próximo do rock and roll. O álbum gerou ressentimentos entre seus antigos fãs, que os acusam de vendidos, mas foi o maior sucesso comercial da banda e ficou três semanas nas paradas da Noruega, chegando a ficar na quarta posição. Volcano ganhou vários prêmios como um Spellemannprisen de "Melhor álbum de Metal", dois Alarmprisen de "Melhor música" com Fuel for Hatred e "Melhor álbum de Metal" e um prêmio Oslo de "Melhor álbum".
O enorme sucesso de Volcano intensificou as performances ao vivo da banda, especialmente na Europa e principalmente na Escandinávia, mas também na América do Norte, onde não tocavam desde 2000. No entanto, a turnê nos Estados Unidos tinha problemas, já que o visto de Frost tinha sido negado por ele ter sido preso nos anos 90. O substituto foi Joey Jordison do Slipknot.
Outras complicações ocorreram na turnê da América do Norte em 2004, que foi cancelada porque os dois guitarristas foram presos após serem acusados de drogar e estuprar uma mulher em um show em Toronto. Ambos foram liberados após pegarem fiança de  50000 dólares canadenses.

### Now, Diabolical(2006-2007)
Em 2006, Now, Diabolical foi lançado. Antes, a banda lançou dois singles: "The Pentagram Burns" e "K.I.N.G.". Este último chegou a sétima posição das paradas norueguesas. O álbum foi descrito como uma "contribuição lógica de Volcano", mas um pouco mais simples.
O álbum foi nomeado para o Alarmprisen como "Melhor álbum de Metal", mas o vencedor foi In Sorte Diaboli, do Dimmu Borgir.
Como seu antecessor, Now, Diabolical vendeu extraordinariamente bem, chegando em posições mais altas nas paradas. Na Noruega, atingiu a segunda posição, na Finlândia o 28° e o 47° na Suécia. Nos meses seguintes, a banda fez uma turnê e pela primeira vez foi atração principal no Inferno Metal Festival, realizado em Oslo em Março de 2008.

### The Age of Nero(2008-2012)

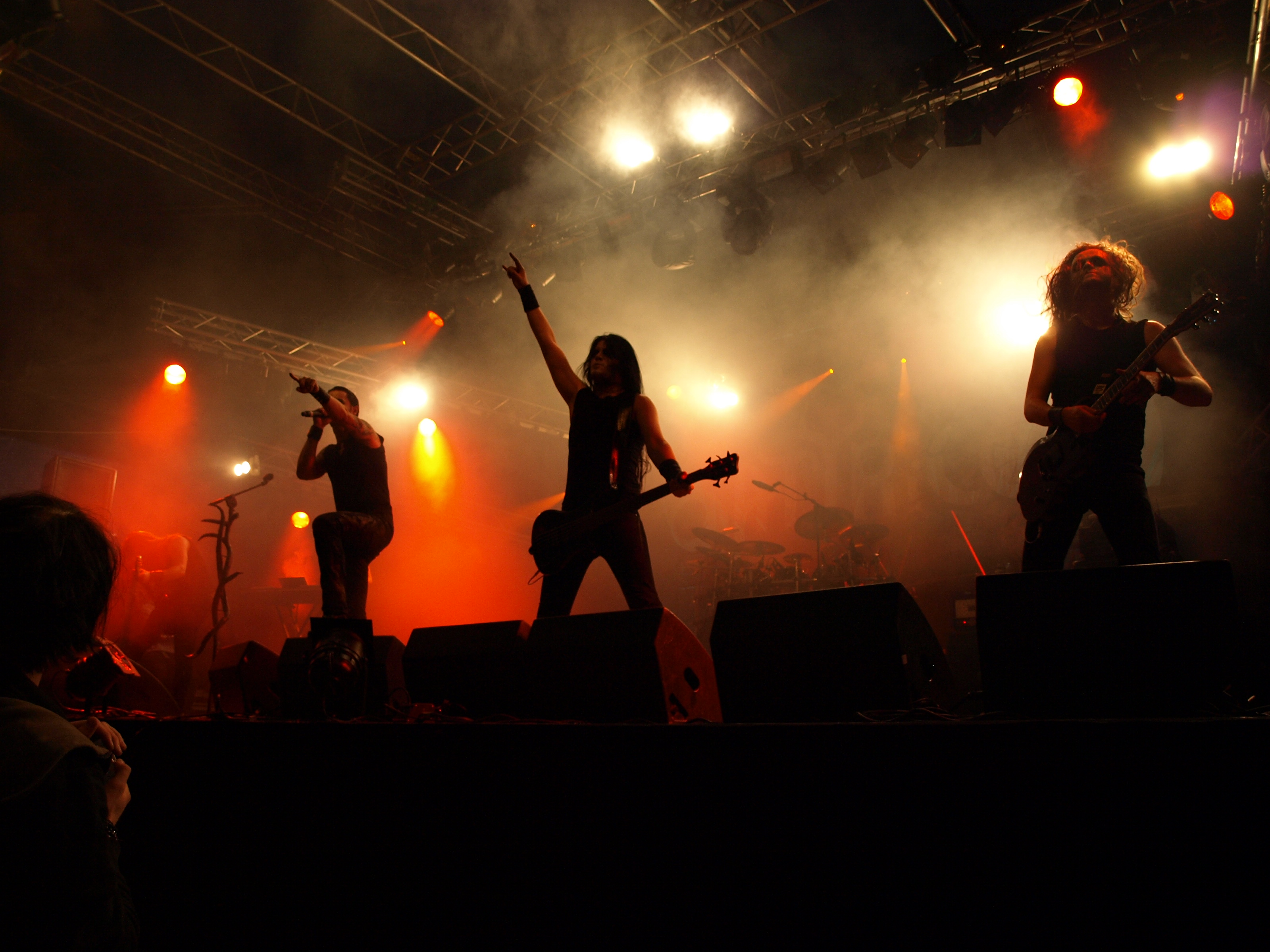
Satyricon no Jalometalli 2008

No final de 2008, a banda lançou The Age of Nero. Anteriormente já haviam lançado o single "Black Crown on a Tombstone" e o EP My Skin is Cold, que esteve três semanas na lista espanhola de singles, alcançando a sexta posição, transformando o Satyricon na única banda de black metal presente em uma lista espanhola. O álbum seguiu o mesmo estilo que seu predecessor, o Allmusic descreveu o álbum como "obscuro, surpreendente, criativo e controverso". Nas listas norueguesas alcançou a quinta posição, 26° na Suécia e 30° na Finlândia, tornando-se o primeiro álbum da banda a fazer mais sucesso na Suécia que na Finlândia. Pela primeira vez um álbum da banda entrou nas listas francesas, atingindo a 136° posição.
Na sequência do lançamento de The Age of Nero a banda realizou várias turnês para promover o álbum. O álbum foi indicado ao Danish Metal Awards na categoria "Melhor álbum de banda internacional".
Em 2010, The Age of Nero ganhou disco de ouro na Noruega após vender mais de 15000 cópias.

### Satyricon(2013-presente)
Depois de cinco anos sem editar novo material, Satyricon entrou em fevereiro de 2013 em estúdio para começar a trabalhar em um novo álbum, intitulado simplesmente Satyricon. O álbum conta com colaborações do guitarrista Gildas Le Pape (que toca ao vivo com a banda) e do vocalista da banda de rock Madrugada Sivert Høyem. Foi publicado em setembro; coincidindo com um concerto com o coro nacional norueguês.
Satyricon registrou as melhores posições nas paradas musicais na carreira da banda e foi seu primeiro trabalho a entrar nas paradas austríaca, suíça e belga. Em sua primeira semana, o álbum estreou em oitavo lugar nas paradas da Noruega, no entanto; na semana seguinte, alcançou o número um, tornando-se o primeiro álbum do Satyricon para alcançar a primeira posição.
Em novembro, a dupla lançou o videoclipe para a canção "Phoenix", que conta com a voz de Sivert Høyem e mostra cenas de seu concerto com o coro nacional norueguês. Satyricon conseguiu uma indicação ao prêmio Spellemann na categoria de melhor álbum de metal.

## Integrantes
| - Satyr (Sigurd Wongraven) – vocal, guitarra, teclado, baixo (1991–presente) - Frost (Kjetil-Vidar Haraldstad) – bateria (1993–presente) - Azarak (Steinar Gundersen) – guitarra principal (1999–presente) - Anders Odden – baixo (2009–presente) - Diogo "Yogy" Bastos – guitarra (2013-presente) - Job Bos – teclado (2013-presente) - Wargod (Vegard) – baixo (1991–1992) - Exhurtum (Carl-Michael Eide) – bateria (1991–1992) - Lemarchand (Håvard Jørgensen) – guitarra (1991–1993), baixo (1993) - Samoth (Tomas Thormodsæter Haugen) – baixo, guitarra (1993–1996) - Kveldulv (Ted Arvid Skjellum; também conhecido como Nocturno Culto) – guitarra (1996–1997) | - Daniel "Død" Olaisen – guitarra (1996-1999) - Terje Vik "Tchort" Shei – guitarra (1997-1999) - Kenneth "Destroyer" Svartalv – baixo (1997) - Morten "Sanrabb" Furuly – guitarra (1999) - Jan Erik "Tyr" Tiwaz – baixo (2000) - Terje "Cyrus" Andersen – guitarra (2000-2002) - Kine Hult – teclado (2000-2002) - Arnt Ove "A.O Grønbech" Grønbech – guitarra (2002-2007) - Lars K. Norberg – baixo (2002-2007) - Ivar Bjørnson – teclado (2003) - Jonna Nikula – teclado (2003-2011) - Trym Torson – bateria (2004) - Joey Jordison – bateria (2004) - Schoft – guitarra (2007) - Victor Brandt – baixo (2008) - Gildas Le Pape – guitarra (2008-2013) - Brice Leclercq – baixo (2009-2011) - Silmaeth – baixo (2011-2013) - Anders Hunstad – teclado (2011-2013) |

## Discografia
| - Dark Medieval Times (1994) - The Shadowthrone (1994) - Nemesis Divina (1996) - Rebel Extravaganza (1999) - Volcano (2002) - Now, Diabolical (2006) - The Age of Nero (2008) - Satyricon (2013) - Deep Calleth Upon Deep (2017) - Satyricon & Munch (2022) - Live at the opera - With the Norwegian National Opera Chorus (2015) - Megiddo (1997) - Intermezzo II (1999) - My Skin Is Cold (2008) | - "K.I.N.G." (2006) - "The Pentagram Burns" (2006) - "Black Crow on a Tombstone" (2008) - "Our World, It Rumbles Tonight" (2013) - The Forest Is My Throne / Yggdrassil (1995) - The Box Set (1998, 3 LPs) - Ten Horns – Ten Diadems (2002) - All Evil (1992) - The Forest Is My Throne (1993) |

## Videografia
| Data de lançamento | Título                    | Gravadora      |
| 1996               | Mother North              |                |
| 2001               | Roadkill Extravaganza     | Season of Mist |
| 2002               | Fuel For Hatred           |                |
| 2006               | K.I.N.G.                  |                |
| 2008               | Black Crow On A Tombstone |                |